# Priznanje Boruta Meška
Priznanje Boruta Meška je nagrada, ki jo vsako leto podeli Združenje novinarjev in publicistov (ZNP), in sicer se podeljujejo novinarjem in publicistom za pomemben prispevek pri širjenju javne besede po zgledih Muenchenske deklaracije. Nagrajence izbere posebna petčlanska komisija (na predlog članov), ki jo je imenoval občni zbor.
Priznanje nosi ime Boruta Meška, domnevno šikaniranega novinarja.
Združenje je Meškova priznanja prvič podelilo 17. novembra 2011.
| Leto | Nagrajenci |
| ---- | --- |
| 2011 | Uroš Urbanija in Aleš Žužek (Multimedijski center RTVS) |
| 2012 | Viktor Blažič (upokojeni novinar in publicist), Primož Lavre (fotoreporter) in Tino Mamić (novinar) |
| 2013 | častno priznanje za življenjsko delo: Justin Stanovnik (filolog) častno priznanje: Igor Kršinar (novinar) in Sebastjan Erlah (novinar) Sebastjanu Erlahu je društvo 2015 častno priznanje odvzelo zaradi širjenja sovraštva oz. spodbujanju nasilja ob begunski problematiki. |
| 2014 | častno priznanje za življenjsko delo: Milan Gregorič (ekonomist, kulturnik in publicist) in Miki Muster (likovni ustvarjalec in politični karikaturist) častno priznanje: Jože Bartolj (Radia Ognjišče) in Ivo Žajdela (pisec) |
| 2015 | častno priznanje za življenjsko delo: dr. Marko Kremžar (publicist in literat) častno priznanje: Domovina (medijski projekt) |
| 2016 | častno priznanje za življenjsko delo: Boris Pahor (akademik) častno priznanje: dr. Valentin Areh (novinar) in Martin Brecelj (pisec) |
| 2017 | častno priznanje za življenjsko delo: Zora Tavčar (pisateljica in pesnica), Alojz Rebula (pisatelj) častno priznanje: Erika Jazbar (novinarka), dr. Bernard Nežmah (novinar in kolumnist) |
| 2018 | častno priznanje za življenjsko delo: Franc Bole (rimokatoliški duhovnik, urednik in publicist) častno priznanje: Peter Jančič (novinar in urednik), Hanzi Tomažič (novinar, urednik in medijski podjetnik) |
| 2019 | častno priznanje za življenjsko delo: Alenka Puhar (prevajalka, urednica in publicistka) častno priznanje: Igor Omerza (publicist), Lidija Hren (novinarka in urednica) s preiskovalno skupino TV Slovenija EkstraVisor (Mateja Cankar, Neža Steiner, Vanja Gligorović, Anže Zabukovšek in novinar Viki Twrdy).                                                                              |
| 2020 | častno priznanje za življenjsko delo na področju demokratizacije slovenske družbe: Janko Maček (ustanovni član Nove slovenske zaveze, kronist in pričevalec) častno priznanje za posebne dosežke na področju medijskega osveščanja slovenske družbe: Jurij Paljk (pesnik, prevajalec, novinar in urednik) častno priznanje "novinarska gazela": Luka Svetina (novinar in športni komentator) |
| 2021 | častno priznanje za življenjsko delo: Dr. Miroslava Cencič častno priznanje za posebne dosežke: Dr. Jože Možina častno priznanje za posebne dosežke: Igor Pirkovič |
| 2022 | častno priznanje za življenjsko delo: Vida Petrovčič ćastno priznanje za mladi novinarski up: Ksenija Mlinar častno priznanje za izjemne novinarske dosežke: Domovina (tednik) častno priznanje za novinarske dosežke: Metod Berlec |
| 2023 | častno priznanje za življenjsko delo: Bogo Sajovic |